# Buyang E’ma jezik
Buyang E’ma jezik (ISO 639-3: yzg; langjia buyang, buyang zhuang, eastern buyang, funing buyang, buozaang), tai-kadai jezik kojim govori oko 300 ljudi u Yunnanu, Kina, točnije u selima Langjia i Nianlang, okrug Funing. Po okrugu Funing zove se i funinški buyang.
Priznat je 14. 1. 2008. podijelom jetika buyang [byu] na e'ma [yzg]; langnian buyang [yln] i baha buyang [yha]. Jedan je od tri istočnih buyang jezika, šira skupina yang-biao.

## Vanjske poveznice
- The Buyang E'ma Language